# Popocatépetl
Popocatepetl (tiếng Tây Ban Nha [popoka'tepetl̩], tiếng Nahuatl / popoːkatepeːt͡ɬ /) là một ngọn núi lửa đang hoạt động, nằm ở các bang Puebla, bang Mexico, và Morelos, ở miền Trung Mexico, và nằm ở nửa phía đông của vành đai núi lửa xuyên Mexico. Với độ cao 5.426 m, nó là đỉnh cao thứ hai tại Mexico, sau Pico de Orizaba cao 5.636 m. Nó kết nối với núi lửa Iztaccihuatl phía bắc qua yên cao được gọi là Paso de Cortés. Popocatepetl có cự ly 70 km (43 dặm) về phía đông nam của Mexico City, nơi nó có thể được nhìn thấy thường xuyên, tùy thuộc vào điều kiện khí quyển. Cho đến gần đây, núi lửa là một trong ba đỉnh núi cao ở Mexico có chứa sông băng, những núi khác là Iztaccihuatl và Pico de Orizaba. Trong những năm 1990, các sông băng như Glaciar Norte (Sông Băng Bắc) giảm kích thước đáng kể, một phần do nhiệt độ ấm hơn
Đến đầu năm 2001, các sông băng của Popocatepetl đã biến mất; băng vẫn còn trên núi lửa, nhưng không còn hiển thị các tính năng đặc trưng của sông băng như các kẽ nứt.
Người Tây Ban Nha đầu tiên leo lên núi lửa này là những người của một đoàn thám hiểm do Diego de Ordaz dẫn đầu trong năm 1519. Các tu viện từ đầu thế kỷ 16 trên sườn núi này là di sản thế giới.